# Sergej Gusev
Sergej Vladimirovič Gusev (in russo Серге́й Влади́мирович Гу́сев?; Nižnij Tagil, 31 luglio 1975) è un ex hockeista su ghiaccio russo.

## Palmarès

### Mondiali
- 2 medaglie:
  - 1 argento (Svezia 2002)
  - 1 bronzo (Austria 2005)